# Buenos Aires Provincia/Saison 2014
Dieser Artikel listet Erfolge und Fahrer des Radsportteams Buenos Aires Provincia in der Saison 2014 auf.

## Erfolge in der UCI America Tour
In der Saison 2014 gelangen dem Team nachstehende Erfolge in der UCI America Tour.
| Datum        | Rennen                        | Kat. | Sieger           |
| ------------ | ----------------------------- | ---- | ---------------- |
| 15. Dezember | 2. Etappe Vuelta a Costa Rica | 2.2  | Sebastián Tolosa |

## Zugänge – Abgänge
| Zugänge      | Team 2013 | Abgänge                   | Team 2014 |
| ------------ | --------- | ------------------------- | --------- |
| Ariel Sívori | Neoprofi  | Andrés Pereyra            | Unbekannt |
|              |           | Juan Ferrari (bis 31.07.) | Unbekannt |

## Mannschaft
| Name               | Geburtstag        | Nationalität |
| ------------------ | ----------------- | ------------ |
| Mauro Agostini     | 18. Oktober 1989  | Argentinien  |
| Claudio Arone      | 29. Juni 1980     | Argentinien  |
| Julián Beccaglia   | 23. Januar 1994   | Argentinien  |
| Marcos Crespo      | 6. Oktober 1986   | Argentinien  |
| Santiago Espíndola | 5. Mai 1994       | Argentinien  |
| Julián Gaday       | 21. Juni 1990     | Argentinien  |
| Lucas Gaday        | 20. Februar 1993  | Argentinien  |
| Federico Pagani    | 19. April 1985    | Argentinien  |
| Walter Pérez       | 31. Januar 1975   | Argentinien  |
| Ariel Sívori       | 25. Januar 1991   | Argentinien  |
| Sebastián Tolosa   | 16. November 1988 | Argentinien  |